# IONISx
IONISx és una plataforma d'educació virtual gratuïta creada el 2013 i desenvolupada pel Groupe Ionis per oferir cursos oberts de formació a distància (MOOC, acrònim de Massive Open Online Courses). Ofereix cursos gratuïts de temàtiques diverses, més aviat de nivell universitari, i oberts a qualsevol persona del món.
A l'abril de 2018, Coursera comptava ja amb la participació de més de 8 universitats d'arreu del món, entre les quals la ISG Business School, el ISEFAC Bachelor, la EPITA, la EPITECH, el Institut polytechnique des sciences avancées, E-Artsup, ETNA, Sup’Internet, etc.
Des de 2015, els participants de IONISx poden obtenir títols en diverses disciplines : Títol de Grau, Màster en administració d'empreses, etc.